# みなみのうお座
みなみのうお座（）は、現代の88星座の1つで、プトレマイオスの48星座の1つ。その名のとおり魚がモチーフとされる。全天21個の1等星の1つとされるα星のフォーマルハウト以外は全て4等星以下で、目立つ星雲・星団もない。

## 主な天体

### 恒星
2023年8月現在、国際天文学連合 (IAU) によって2個の恒星に固有名が認証されている。
- α星：太陽系から約25 光年の距離にある連星系[8]。
  - A星：見かけの明るさ1.16 等、スペクトル型A4VのA型主系列星[9]。みなみのうお座で最も明るく見える星で、全天21個の1等星の1つ[9]。アラビア語で「南の魚の口」を意味する言葉に由来する[10]「フォーマルハウト[11](Fomalhaut[7])」という固有名で知られる。

1980年代の初めには、A星の周囲にデブリ円盤が存在することが確認されており、早くから太陽系外惑星の存在可能性が研究されてきた[12]。2008年には「ハッブル宇宙望遠鏡 (HST) が2004年と2006年に捉えた撮像の比較分析により、デブリ円盤の中に太陽系外惑星フォーマルハウトbを発見した」とする研究結果が発表されたが[12]、地上の大望遠鏡による追観測では捉えることができなかったため、懐疑的な見解も示されていた[13]。2020年には「2004年から2014年にかけての HST による撮像の比較では惑星と思われた光点が徐々に薄れていくことが確認された」とする研究結果が発表され[13]、フォーマルハウトbはデブリ円盤内で起きた小天体同士の衝突で生じた「ダストの雲 (dust cloud)」であったと考えられている[14]。これとは別に2023年7月には、アメリカ航空宇宙局 (NASA) の赤外線宇宙望遠鏡「ジェイムズ・ウェッブ (JWST)」による観測結果から「フォーマルハウトのデブリ円盤には内帯・中間帯・外帯の三重のベルト構造があり、中間帯は未知の惑星により形成されたと考えられる」とする研究結果が発表されている[14]。
  - B星：見かけの明るさ6.48等、スペクトル型K4Vの6等星[15]。変光星としては、回転変光星の分類の1つ「りゅう座BY型変光星」に分類されており、10.3日の周期で6.44 等から6.51 等まで0.07等の振幅で変光している[16]。
  - C星：見かけの明るさ12.624 等、スペクトル型M4Vの赤色矮星で、13等星[17]。太陽系からは、A星から約6°も離れた位置にあるように見えるが、2013年にこの星系の一員であることを示す研究結果が発表された[18]。
- HD 205739：太陽系から約303 光年の距離にある、見かけの明るさ8.54 等、スペクトル型F7VのF型主系列星で、9等星[19]。IAUの100周年記念行事「IAU100 NameExoWorlds」でスリランカ民主社会主義共和国に命名権が与えられ、主星はSāmaya、太陽系外惑星はSamagiyaと命名された[20]。

このほか、以下の恒星が知られている。
- ε星：太陽系から約551 光年の距離にある、見かけの明るさ4.177 等、スペクトル型B7III の青色巨星で、4等星[21]。みなみのうお座で2番目に明るく見える。スペクトル中に顕著な水素の輝線が見られる「Be星」に分類されている[21]。
- HD 217987：太陽系から約10.72光年の距離にある、見かけの明るさ7.39 等、スペクトル型M2Vの赤色矮星[22]。18世紀フランスの天文学者ニコラ＝ルイ・ド・ラカイユが1751年から1752年にかけて喜望峰で残した観測記録を元にイギリスで作られた星表に記録があったことから「ラカイユ9352 (Lacaille9352)」の名で呼ばれることもある[22]。2020年に2つの太陽系外惑星が発見されている[23]。

- 2023年にジェイムズ・ウェッブ宇宙望遠鏡の中赤外線観測装置 (MIRI) によって撮像された、フォーマルハウトのデブリ円盤とその構造の説明。

### 星団・星雲・銀河
いわゆる「メシエ天体」は1つもない。また、パトリック・ムーアがアマチュア天文家の観測対象に相応しい星団・星雲・銀河を選んだ「コールドウェルカタログ」に選ばれた天体もない。

## 由来と歴史

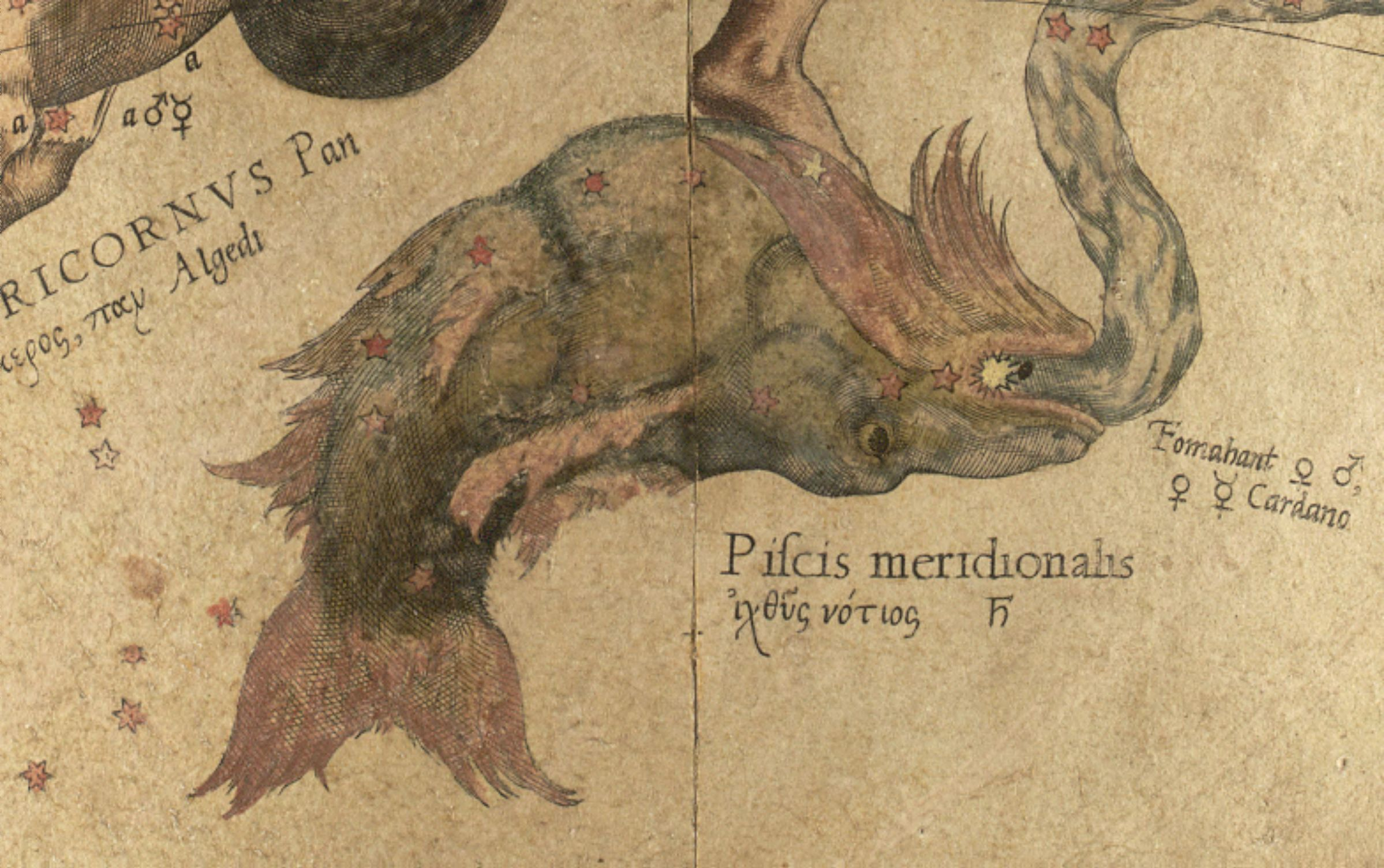
ゲラルドゥス・メルカトルが1551年に製作した天球儀に描かれた Piscis Meridionalis（みなみのうお座）。

みなみのうお座は、古代バビロニアに起源を持つと考えられている。古代バビロニアで、現在のみずがめ座の原型となったとされる「偉大なるもの」を意味する名を持つ「グラ (Gula)」の抱えた壺から流れる水に繋がる形で描かれた魚が、みなみのうお座の原型とされる。この「壺から流れる水に繋がる魚」の意匠は地中海沿岸にも伝わり、紀元前3世紀後半の古代ギリシャの天文学者エラトステネースの著書『カタステリスモイ (古希: Καταστερισμοί)』や紀元前1世紀の古代ローマの著作家ガイウス・ユリウス・ヒュギーヌスの『天文詩 (Poeticon Astronomicon)』でも、みなみのうお座はみずがめ座が注ぐ水を飲み込んでいるとされた。エラトステネース、ヒュギーヌス、ヒッパルコス、クラウディオス・プトレマイオスらは、いずれもこの星座には12個の星があるとしている。
この星座に対する名称は一貫して「南の魚」を意味するものが付けられているが、その表現は記述する人によって様々であった。2世紀にアレクサンドリアで活動した天文学者クラウディオス・プトレマイオスは、天文書『ヘー・メガレー・スュンタクスィス・テース・アストロノミアース (古希: ἡ Μεγάλη Σύνταξις τῆς Ἀστρονομίας)』、いわゆる『アルマゲスト』の中で、この魚の星座に「南の魚」を意味する Ἰχθύς Νότιος (Ichthys Notios) という名称を付けた。16世紀ネーデルラントの地図製作者ゲラルドゥス・メルカトルが1551年に製作した天球儀には、ラテン語で Piscis Meridionalisと記載されている。17世紀ドイツの法律家 ヨハン・バイエルやポーランドの天文学者ヨハネス・ヘヴェリウス、19世紀ドイツの天文学者ヨハン・ボーデは Piscis Notius という表現を使った。現在は、17世紀イギリスのジョン・フラムスティードが使った Piscis Austrinus が学名として採用されている。
プトレマイオスが設けた Ἰχθύς Νότιος には、現在のつる座γ星も含まれており、魚の尾の部分を成す南端の星とされていた。つる座γ星にアラビア語で「尾」を意味する言葉に由来する「アルダナブ(Aldhanab)」という固有名が付けられているのは、その名残である。この星は、バイエルが編纂した『ウラノメトリア』ではつる座の頭の部分を成す星とされ、ギリシア文字のγが付された。また、魚の姿を形作る星とは別にみなみのうお座に組み入れられていた6つの星は、18世紀半ばにニコラ＝ルイ・ド・ラカイユが考案したけんびきょう座の星とされた。
1922年5月にローマで開催されたIAUの設立総会で現行の88星座が定められた際にそのうちの1つとして選定され、星座名は Piscis Austrinus、略称は PsA と正式に定められた。

### 中国
ドイツ人宣教師イグナーツ・ケーグラー（戴進賢）らが編纂し、清朝乾隆帝治世の1752年に完成・奏進された星表『欽定儀象考成』では、みなみのうお座の星は、二十八宿の北方玄武七宿の第四宿「虚宿」・第五宿「危宿」・第六宿「室宿」に亘って配されていたとされる。虚宿では、5番星が女性の打掛を表す星官「離瑜」に、γ・19 の2星が使い古された臼を表す「敗臼」に充てられた。危宿では、13・θ・ι・μ・τの5星が天界で使われる貨幣を表す星官「天銭」に充てられた。室宿では、λ・ε・HD 212448・ε・21・20 の6星が天帝の親衛軍を表す星官「羽林軍」に、δ が天と地を繋ぐ綱を表す星官「天綱」に、α が宮城を守る天の北門を表す星官「北落師門」に、それぞれ充てられた。

## 神話
エラトステネースは、クニドスのクテーシアスの伝える話として、シリアの豊穣の女神デルケトー（Derketō, アタルガティスのギリシャ名）が、シリア北部のユーフラテス川近くの街ヒエラポリス・バンビュケ (Hierapolis Bambyce) にある湖に落ちた際に大きな魚に助けられた、という話を伝えている。またエラトステネースは、うお座の2匹の魚の親であるとした。このデルケトーが魚に助けられる伝承のほかに、みなみのうお座に関する伝承は特に伝わっていない。

## 呼称と方言
世界で共通して使用されるラテン語の学名は Piscis Austrinus、日本語の学術用語としては「みなみのうお」と定められている。
日本では、1874年（明治7年）に文部省より出版された関藤成緒の天文書『星学捷径』で「南方ノ魚」という名前で紹介されている。1910年（明治43年）2月刊行の日本天文学会の会報『天文月報』第2巻11号に掲載された「星座名」という記事では「南魚」とされていた。この訳名は、1925年（大正14年）に初版が刊行された『理科年表』にも「南魚（みなみのうを）」として引き継がれた。戦後の1952年（昭和27年）7月に日本天文学会が「星座名はひらがなまたはカタカナで表記する」とした際に、Piscis Austrinus の日本語名は「みなみのうお」と定められた。これ以降は「みなみのうお」という表記が継続して用いられている。
現代の中国では、南魚座（南魚座）と呼ばれている。

### 方言
α星フォーマルハウトに対して、静岡県駿東郡小泉村佐野（現・裾野市）に「ヒトツボッサン（一つ星さん）」、山形県酒田市飛島に「キョクボシ（極星）」、静岡県焼津市に「フナボシ（船星）」、岩手県九戸郡洋野町に「アキボシ（秋星）」、京都府竹野郡間人町（現・京丹後市丹後町間人）に「ヤバタホシ（矢畑星）」、静岡県静岡市清沢地区に「サスボシ（不明）」、新潟県佐渡郡相川町姫津（現・佐渡市）に「ワボシ（和星）」などの和名が伝わっている。